# Háromhatalmi egyezmény

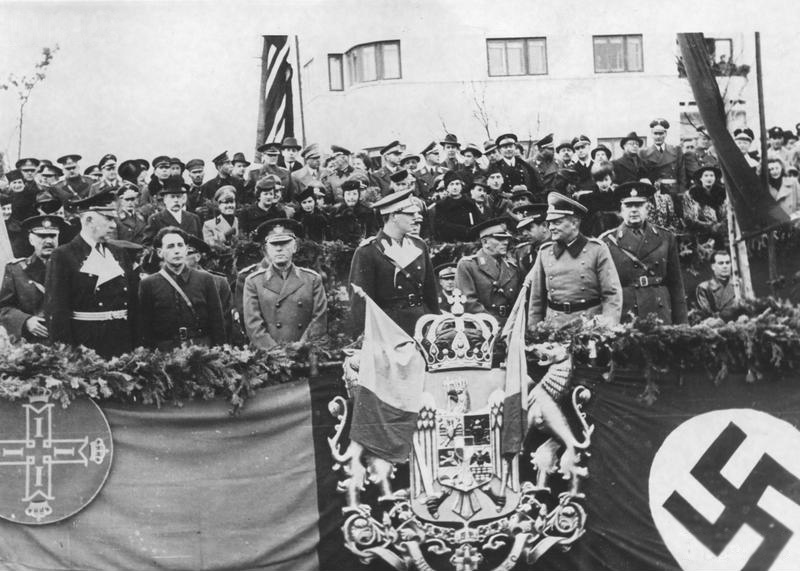
Románia ünnepélyes csatlakozása az egyezményhez

A háromhatalmi egyezményt (németül: Dreimächtepakt, olaszul: patto tripartito) a három tengely-nagyhatalom, Japán, Németország és Olaszország kötötte meg Berlinben, 1940. szeptember 27-én, tízéves időtartamra garantálva egymás kölcsönös politikai, gazdasági és katonai támogatását „a nagy kelet-ázsiai térre és az európai területekre vonatkozó törekvéseiket illetően”.
Az egyezményt Japán részéről Kuruszu Szaburó berlini nagykövet, német részről Joachim von Ribbentrop külügyminiszter, Olaszország részéről Galeazzo Ciano külügyminiszter írta alá.
A szerződést 1941-ben kiegészítették egy ponttal, miszerint háború esetén bármely szerződő fél csak a másik kettő beleegyezésével köthet fegyverszünetet.
A megállapodáshoz később csatlakozott Magyarország, Románia, Szlovákia, Bulgária és Jugoszlávia, majd az utóbbi szétesése után a Horvát Állam is.

## Előzménye
A háromhatalmi egyezmény előzménye az 1936-ban Japán és Németország által megkötött antikomintern paktum volt, amelyhez Olaszország is csatlakozott. Az Antikomintern Paktum elsősorban a  Szovjetunió elleni összehangolt együttműködést jelentette. A háromhatalmi egyezmény ezt kiszélesítette.

## Jelentősége
Mivel mindhárom ország területi terjeszkedésre készült, az egyezmény tulajdonképpen Európa és Kelet-Ázsia hatalmi felosztását jelentette. A kölcsönös támogatás arra az esetre vonatkozott, ha „a három szerződő fél egyikét olyan hatalom támadja meg, amely jelenleg nem vesz részt az európai háborúban vagy a kínai-japán konfliktusban.”
Ezzel létrejött a „tengely”, a szövetséges hatalmak ellenfele a második világháborúban.
Az egyezmény elsősorban Nagy-Britannia, az Amerikai Egyesült Államok, tehát a későbbi szövetségesek ellen irányult, akik számára egy kétfrontos háború fenyegetését idézte elő.
1940 októberében és novemberében német-szovjet megbeszélések folytak az Szovjetunió egyezményhez való esetleges csatlakozásáról. A csatlakozás csak azért nem jött létre, mert a náci Németország és a kommunista Szovjetunió nem jutott egyezségre a befolyási területeket illetően. 

## Tagok
A Magyar Királyság 1940. november 20-án, a Román Királyság november 23-án, a Szlovák Köztársaság november 24-én, a Bolgár Cárság pedig 1941. március 1-jén  csatlakozott a paktumhoz. 1941. március 25-én az egyezmény részese lett a Jugoszláv Királyság is, németbarát kormányát azonban már két nap múlva megdöntötte egy puccs, ami végül Jugoszlávia német–magyar–olasz–bolgár megszállásához (és Teleki Pál magyar miniszterelnök öngyilkosságához) vezetett.
Miután Jugoszlávia romjain megszületett a Független Horvát Állam, ez az új állam is csatlakozott a tengelyhez, 1941. június 27-én.